# Rhédey Ferenc erdélyi fejedelem
Kisrédei gróf Rhédey Ferenc (Nagyvárad, 1610 körül – Huszt, 1667. május 13.) Erdély fejedelme 1657 és 1658 között. Rhédey Ferenc váradi főkapitány és Károlyi Kata fia, Bethlen István fejedelem veje.

## Élete
Apja kisrédei Rhédey Ferenc (fl. 1560–†1621. április 10.) nagyváradi kapitány és Bihar vármegye főispánja, anyja nagykárolyi Károlyi Katalin (fl. 1588–†1635). Az egykori fejedelem, aki 1630 decemberében, alig három hónapos uralkodás után kényszerűségből lemondott I. Rákóczi György javára, Rhédey Ferenc mostohaapja lett, mivel édesapja halála után, 1623-ban anyja hozzá ment férjhez.
Rhédey hűen szolgálta a Rákócziakat, amiért I. Rákóczi György 1637-ben Küküllő vármegye főispánjává és a fejedelmi tanács tagjává nevezte ki. Még az öreg fejedelemtől kapta meg a máramarosi főispáni tisztséget 1648 nyarán, ám az ifjabb Rákóczi Györgynek is bizalmi embere volt, hiszen fejedelmi tanácsos maradt. 1657 januárjától Barcsai Ákossal és Serédi Istvánnal együtt Erdély helytartójának tisztét töltötte be. II. Rákóczi György szerencsétlen kimenetelű lengyelországi hadjáratában az erdélyi sereg egyik alvezére volt.
1657. november 2-án a gyulafehérvári országgyűlés a porta engedélye nélkül indított háború miatt lemondatott II. Rákóczi György bizalmi emberét, Rhédey Ferencet választotta fejedelemmé. A fejedelemválasztás előtt azonban Rákóczi egyezséget kötött a rendekkel, hogy amennyiben megegyezik a Portával, az új fejedelem visszaadja neki a hatalmat. Az erdélyi országgyűlés és maga Rhédey is elfogadta Rákóczi ajánlatát, aki lemondás után ideiglenesen elhagyta Erdélyt. 1658. január 9-én viszont az országgyűlés ismét Rákóczi mellett tett hitet.
Rhédey lemondott Rákóczi javára, amit már a kortárs történetíró, Szalárdi János sem értett: Midőn az erdélyiek Rhédei Ferencet választották volna is magoknak fejedelemül, megnyugodt volt rajta hatalmas császár, megengedvén, hogy neki athnáme-levél, zászló küldessék. Az erdélyiek pedig a császár híre nélkül letették azt a fejedelemségbül; avagy nem nagy hiba s vétek-e ez az erdélyiektől? A döntéshez alighanem hozzájárult, hogy Rákóczi a Partiumban a végvári katonákból, a nemesekből és a helyiekből sereget szervezett, maga mellé állította a hajdúkat és a székelyeket, és Várad kulcsfontosságú vára is átállt mellé. Rhédeynek semmilyen fegyveres erő nem állt a rendelkezésére, bár Szalárdinak is utóbb igaza lett, mert II. Rákóczi György újraválasztása Rhédey Ferenc ellenében súlyos hibának bizonyult, hiszen a Porta kinyilvánította, hogy Rákóczi nem lehet többé erdélyi fejedelem. Ám a török először nem is lépett fel fegyveresen Rákóczival szemben, ehelyett többszöri felszólítással törekedtek rendezni az ügyet. Végül 1658 nyarán a török nagyvezír személyesen vezette a bosszúhadjáratot. Rhédeyre ezután a török nem számított, és Jenő várának bevétele után szeptemberben kinevezte Barcsai Ákost erdélyi fejedelemnek.
Rhédey Rákóczi jövőbeli bukásának szükségszerűségét belátva egyre inkább visszahúzódott a politikai élettől, noha még tartotta a kapcsolatot a fejedelemségéhez görcsösen ragaszkodó ifjabb Rákóczi Györggyel. Még javában tartott Rákóczi és a török támogatását élvező Barcsai küzdelme, amikor I. Lipót császár Rhédey Ferencet 1659. január 13-án grófi rangra emelte, remélve, hogy ezzel egy újabb tekintélyes hívet szerez Erdélyben. Rhédeyt a török is meg akarta magának nyerni, s II. Rákóczi György bukása és halála után még egyszer neki, László fiának és unokaöccsének, Zólyomi Dávidnak is felajánlotta a fejedelemséget, ám Ali pasa 1661 szeptemberében Apafi Mihályt tette Erdély fejedelmévé.
Rhédey az új, feltétlen törökhű fejedelem idején továbbra is fejedelmi tanácsos maradt. Támogatta a református egyházi intézményeket, főként az iskolákat. 1667. május 13-án halt meg Huszt várában.

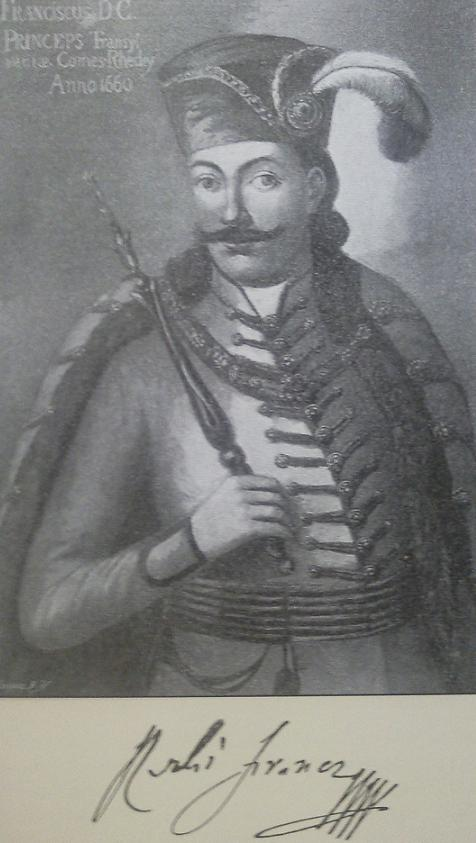
Rhédey Ferenc képe és aláírása

## Családja
Iktári Bethlen Druzsinával, iktári Bethlen István erdélyi fejedelem és Csáky Krisztina leányával kötött házasságából egy fiúgyermek született:
- László (1636. január 11. – 1663/1664), Háromszék főkapitánya; 1655-ben Szentjóbon Szunyogh Zsuzsannát vette feleségül, majd ennek halála után, 1662-ben losonczi Bánffy Ágnessel (Barcsay Ákos fejedelem özvegyével) kötött házasságot. Mindkét házassága gyermektelen maradt.

## Rokoni szálak
A genealógiai irodalom szerint az Aba nemzetségből származik családja. Egy elszegényedett felvidéki nemesi család sarjaként született. Bethlen Gábor unokaöccse volt. Első ismert családtagjai Réde, Kisréde, Nagyréde környékén éltek, birtokaik is itt feküdtek. Innen ered a kisrédei jelző.

## Hitélet
Kortársai nagyra értékelték vallásos buzgalmát. Rhédeyről köztudott volt, hogy az öreg Rákóczi Györgyhöz hasonlóan többször elolvasta a Bibliát, rendszeresen imádkozott, és minden nap olvasott. Legnagyobb cselekedetének azt tekintették, hogy a respublica és az ecclesia iránti kötelezettségét teljesítette, tudta, hogy a békesség érdekében kell vállalnia tisztjét.